# QSO B0038+328
QSO B0038+328 是一個位在蠍虎座的類星體。

## 外部連結
- Simbad QSO B0038+328（页面存档备份，存于）